# Nowy Testament i Psalmy w przekładzie Bolesława Goetze
Nowy Testament i Psalmy w przekładzie Bolesława Goetzego – protestancki przekład Nowego Testamentu powstały ok. 1860 roku przy współpracy kilku tłumaczy związanych z braćmi plymuckimi oraz później dołączona Księgi Psalmów na język polski. Przekładu dokonano z języków oryginalnych w XIX w. W zakresie Nowego Testamentu korzystano z textus receptus, zgodnie z zaleceniami wydawcy. 
Przekład zawiera Comma Johanneum. Jest to przekład wydawany wielokrotnie zarówno przez Trynitarne Towarzystwo Biblijne, jak i Brytyjskie i Zagraniczne Towarzystwo Biblijne, czy w latach 1970–1980 przez Zjednoczony Kościół Ewangeliczny jako NT lub NT i Psalmy, zwany Nowym Przekładem Warszawskim, pełna nazwa przekładu to „Nowy Testament Pana Naszego Jezusa Chrystusa z Języka Greckiego na Nowo Przelozony z Tłomaczeniem Polskiem z Roku 1632 porownany”. 
Dzieło wydane zostało po raz pierwszy przez Trynitarne Towarzystwo Biblijne w Londynie, około 1860 roku Od tego czasu ukazało się kilka wydań przekładu i kilka edycji przekładu. Nazwisko Bolesława Goetzego wiąże się z ostatnią edycją tego przekładu wykonaną w połowie XX w. i wydaną wraz z jego przekładem Psalmów (przez ZKE). Trynitarne Towarzystwo Biblijne wydawało sam NT.
Tekst Nowego Testamentu został uwspółcześniony i jest opublikowany w Internecie.